# Rachela (imię)
Rachela, Rachel – imię żeńskie, powstałe z wyrazu רָחֵל (rachel), którego podstawowym znaczeniem jest „jagnię, owieczka”, ale w przenośni oznacza „cierpliwa”. W Polsce notowane od 1496 roku.
Rachela imieniny obchodzi 10 lutego, 11 lipca lub 30 września, na cześć biblijnej Racheli, uznawanej przez Kościół katolicki za błogosławioną.

## Postacie noszące imię Rachela
- Rachela – postać biblijna
- Rachel Adatto – izraelska polityk
- Rachela Auerbach – polska pisarka, historyk, tłumaczka i psycholog
- Rachel Azarja – izraelska polityk
- Klelia Rachela Barbieri – włoska zakonnica, święta Kościoła katolickiego
- Rachel Bilson – amerykańska aktorka
- Rachel Cabari – izraelska polityk
- Rachel Carson – amerykańska biolog
- Rachel Félix – francuska aktorka
- Rachel Friend – australijska aktorka i dziennikarka telewizyjna
- Rachel Green – postać fikcyjna, bohaterka sitcomu Przyjaciele
- Rachel Griffiths – australijska aktorka
- Rachel Howard – amerykańska aktorka
- Ester Rachel Kamińska – polska aktorka, matka żydowskiego teatru w Polsce
- Rachel Kempson – brytyjska aktorka
- Rachel Kohen-Kagan – izraelska polityk
- Rachel Legrain-Trapani – Miss Francji 2007
- Rachel McAdams – kanadyjska aktorka
- Rachel Smith – Miss USA 2007
- Rachel Squire – brytyjska działaczka polityczna
- Rachel Sterling – amerykańska aktorka, modelka i tancerka
- Rachel Weisz – brytyjska aktorka
- Raquel Welch – amerykańska aktorka
- Rachel Luttrell – tanzanijska artorka, tancerka, piosenkarka

## Literatura
- Bogdan Kupis, Nasze imiona, Warszawa 1991, s. 232, ISBN 83-204-1410-5.
- Słownik imion, opracowały Wanda Janowowa, Aldona Skarbek, Bronisława Zbijowska i Janina Zbiniowska, red. nauk. Alfred Zaręba, Zakład Narodowy im. Ossolińskich, wyd. 2 popr., Wrocław – Warszawa – Kraków 1991: s. 227, ISBN 83-04-03123-X.